# Odilo av Cluny
Odilo av Cluny, född omkring 962, död omkring 1049, var en abbot i Cluny och senare helgonförklarad.
Odilo var abbot i klosterkyrkan i Cluny 994, en av dess främst leare och har ansetts som en av samtidens största munkfurstar, "asket, mystiker och energiskt politiker". Odilo helgonförklarades 1345, hans festdag firas 2 januari.